# 吉祥寺駅

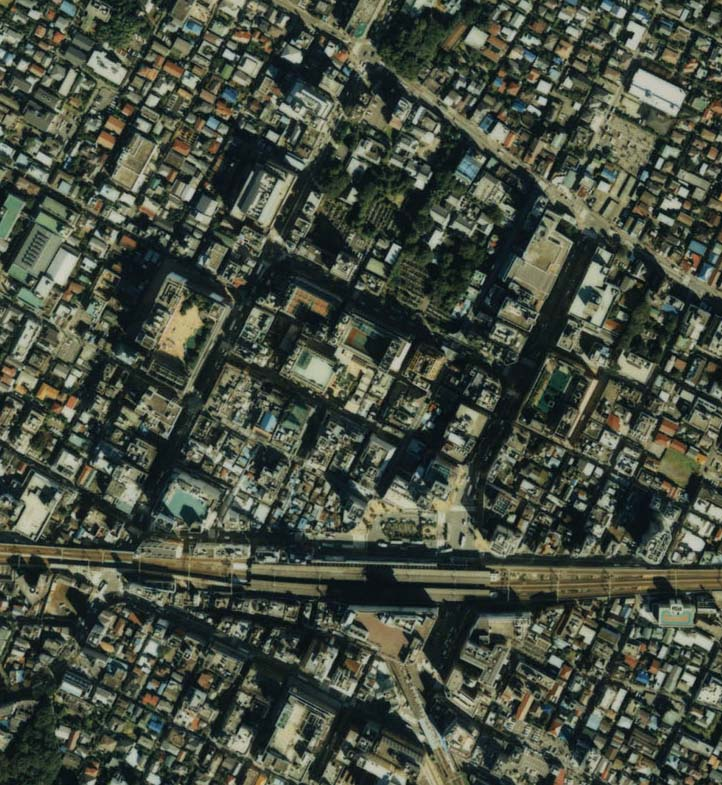
周辺一帯の航空写真

吉祥寺駅（きちじょうじえき）は、東京都武蔵野市吉祥寺南町にある、東日本旅客鉄道（JR東日本）・京王電鉄の駅。

## 乗入路線
JR東日本中央本線と、京王電鉄井の頭線が乗入れ、接続駅となっている。
- JR東日本：各線（後述）
- 京王電鉄： 井の頭線 - 駅番号「IN17」

JR東日本の駅に乗入れている路線は、線路名称上は中央本線のみであるが、一般列車運転系統としては、急行線を走る中央線快速電車及び緩行線を走る中央・総武線各駅停車の2系統が停車する。
- 中央線（快速）：急行線を走行する中央本線の近距離電車。八王子駅・高尾駅方面の列車の他に、立川駅から青梅線へ直通する列車も運行 - 駅番号「JC 11」
- 中央・総武線（各駅停車）：緩行線を走行する中央本線の近距離電車。新宿駅を経由する中央・総武線の他に、中野駅から地下鉄東西線へ直通する列車も運行。東京メトロ東西線直通列車は西船橋駅から東葉高速線への直通運転を行っている他、平日の朝夕ラッシュ時のみ津田沼駅まで総武線（各駅停車）への直通も行っている。 - 駅番号「JB 02」

京王井の頭線は当駅を終点としている。

## 歴史
- 1899年（明治32年）12月30日：甲武鉄道の駅として開設[1]。旅客・貨物取扱開始[2]。
- 1906年（明治39年）10月1日：甲武鉄道国有化に伴い、鉄道省の駅となる[3]。
- 1909年（明治42年）10月12日：線路名称制定により中央東線（1911年から中央本線）所属となる[3]。
- 1934年（昭和9年）4月1日：帝都電鉄（現・京王電鉄井の頭線）が当駅まで開業[4]。
- 1940年（昭和15年）5月1日：帝都電鉄が小田原急行鉄道に合併し、同社帝都線の駅となる。
- 1942年（昭和17年）5月1日：小田急電鉄が東京急行電鉄（大東急）に併合。
- 1948年（昭和23年）6月1日：東急から京王帝都電鉄が分離し、同社井の頭線の駅となる。
- 1949年（昭和24年）6月1日：日本国有鉄道発足[5]。
- 1965年（昭和40年）4月5日：国鉄の貨物取扱廃止[2]。
- 1967年（昭和42年）10月29日：国鉄の駅が高架化される[6]。
- 1969年（昭和44年）
  - 4月6日：中央・総武線（各駅停車）及び営団地下鉄東西線直通電車が荻窪から三鷹まで延長（複々線化）。
  - 12月3日：北口に吉祥寺ステーションビル「吉祥寺ロンロン」開業。
  - 12月10日：旅行センター営業開始[新聞 1]。
- 1970年（昭和45年）11月：南口の地上8階・地下2階建て駅ビル「ターミナルエコー」開業（その後ユザワヤ吉祥寺店）。
- 1985年（昭和60年）3月14日：国鉄の荷物扱い廃止[2]。
- 1987年（昭和62年）
  - 3月21日：北口駅前広場が完成、記念式典・イベントを開催。
  - 4月1日：国鉄分割民営化に伴い、中央本線の駅は東日本旅客鉄道（JR東日本）に移管[2][7]。
- 1989年（平成元年）8月26日：「ロンロン」リニューアルオープン。
- 1992年（平成4年）6月17日：JR東日本の東改札で自動改札機を設置、使用開始[8]。
- 2001年（平成13年）11月18日：JR東日本でICカード「Suica」の利用が可能となる[報道 1]。
- 2006年（平成18年）4月21日：京王井の頭線ホームで防護枕木に列車が衝突する事故が発生[報道 2]。乗車していた乗客数人が怪我を負った[報道 2]。この日以降、渋谷寄りに1両分余分に設けられていたプラットホーム部分に停止位置を約5 m程ずらす措置が採られる[9]。
- 2007年（平成19年）3月18日：京王電鉄でICカード「PASMO」の利用が可能となる[報道 3]。
- 2009年（平成21年）8月：JR東日本が改修工事に着手。
- 2010年（平成22年）
  - 3月31日：京王吉祥寺駅ビルが閉店。同時に地下通路も閉鎖。
  - 4月1日：吉祥寺ロンロンが「アトレ吉祥寺」に改称、第1期リニューアルオープン[報道 4]。
  - 4月上旬：京王電鉄が吉祥寺駅の駅ビル建て替えに着手。
  - 9月21日：アトレ吉祥寺グランドオープン[報道 5]。
- 2014年（平成26年）4月23日：新京王吉祥寺駅ビル「キラリナ京王吉祥寺」オープン[報道 6]。
- 2015年（平成27年）12月6日：京王井の頭線1番線ホームでホームドアの使用開始[報道 7][4]。
- 2016年（平成28年）2月14日：京王井の頭線2番線ホームでホームドアの使用開始[4]。
- 2018年（平成30年）12月1日：JR東日本の駅が業務委託駅化[10]。併設のびゅうプラザがびゅうトラベルサービス（VTS）に運営を移管[10]。
- 2020年（令和2年）9月30日：びゅうプラザの営業終了[11][報道 8]。
- 2021年（令和3年）11月9日：JR東日本の改札内に駅ナカシェアオフィス「STATION WORK」のテレワークブース「STATION BOOTH」が開設[報道 9]。
- 2022年（令和4年）4月15日：京王電鉄の定期券売り場の営業終了[12]。
- 2024年（令和6年）3月16日：ダイヤ改正に伴い特急「成田エクスプレス」の中央快速線直通系統が廃止され、当駅に停車する特急列車が消滅した。

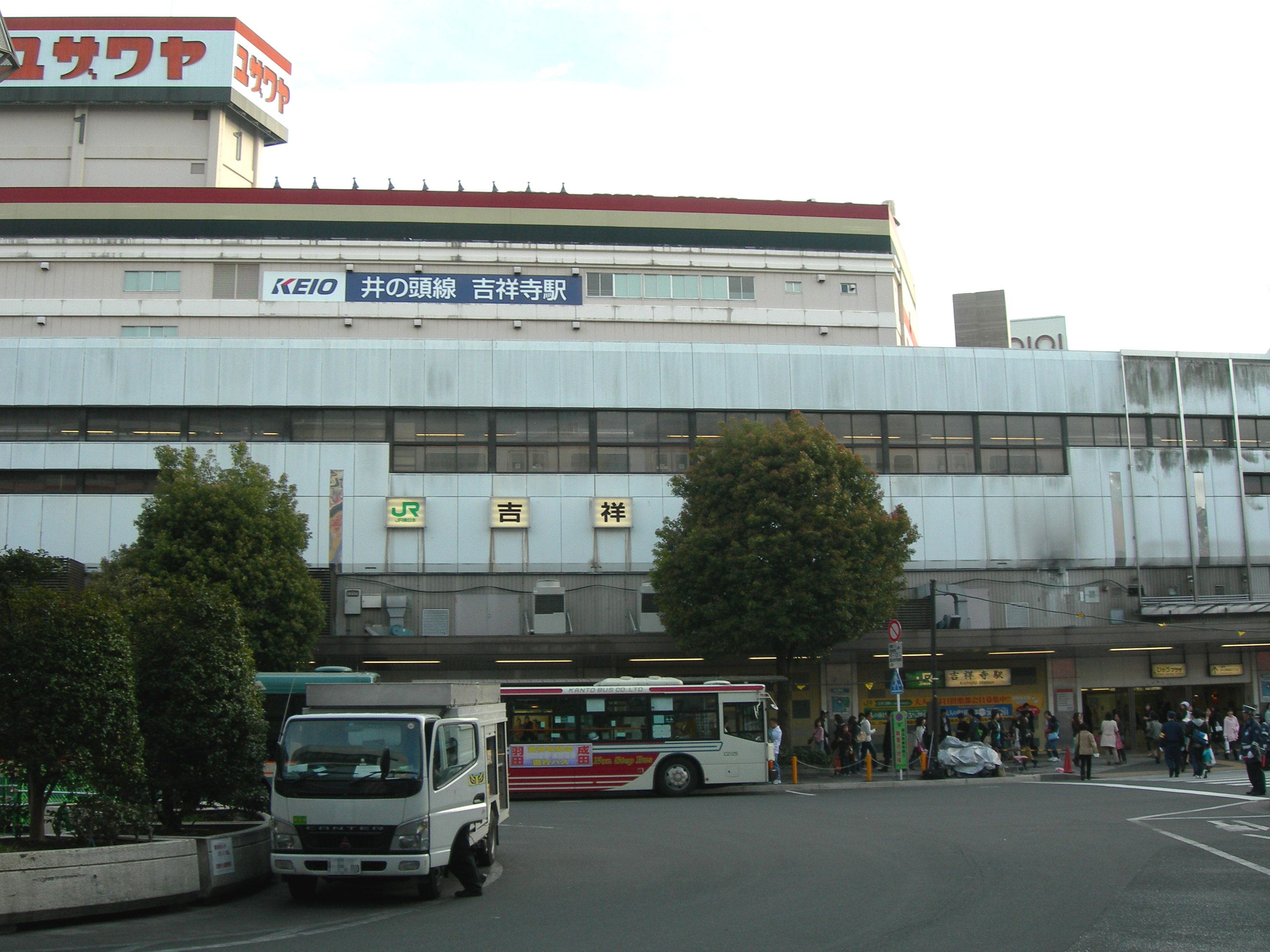
リニューアル前の北口（2010年４月）

## 駅構造
南北に自由通路があり、行き来が可能。

### JR東日本
JR東日本ステーションサービスが駅業務を受託している立川統括センター管理の業務委託駅で、島式ホーム2面4線を有する高架駅。エスカレーターとエレベーターが設置されている。
改札は、中央にある中央口（北口）・公園口（南口）・アトレ本館口（西口）、及び西荻窪寄りにあるアトレ東館口（東口）の計4か所ある。
なお、東隣の西荻窪駅から東京都区部に入り、当駅が中央本線での八王子支社管内最東の駅となる。そのため、当駅と西荻窪駅の間に首都圏本部との境界標が設置されている。

#### のりば
| 番線 | 路線                     | 方向 | 行先                              |
| ---- | ------------------------ | ---- | --------------------------------- |
| 1    | 中央・総武線（各駅停車） | 西行 | 三鷹方面                          |
| 2    | 中央・総武線（各駅停車） | 東行 | 新宿・千葉・ 東京メトロ東西線方面 |
| 3    | 中央線（快速）           | 下り | 立川・八王子・高尾方面            |
| 4    | 中央線（快速）           | 上り | 中野・新宿・東京方面              |

（出典：JR東日本:駅構内図）
- 中央線下り快速（3番線発）は当駅から先は各駅に停車するため「各駅停車」と案内され、E233系では「快速」表示も行われない。なお、平日は中野駅から各駅に停車する。
- 2020年3月14日のダイヤ改正以降、早朝・深夜に設定されていた東京駅発着各停が消滅した[報道 10]。
- JR中央線は、2020年代前半（2021年度以降の向こう5年以内）をめどに快速電車に2階建てグリーン車を2両連結させ12両編成運転を行う。そのため、ホームの12両編成対応改築工事などが実施されている[報道 11][新聞 2]、2024年10月12日までに12両編成対応のホームの延伸を完了し、翌日10月13日より快速電車における12両編成の運転が開始された[報道 12]。

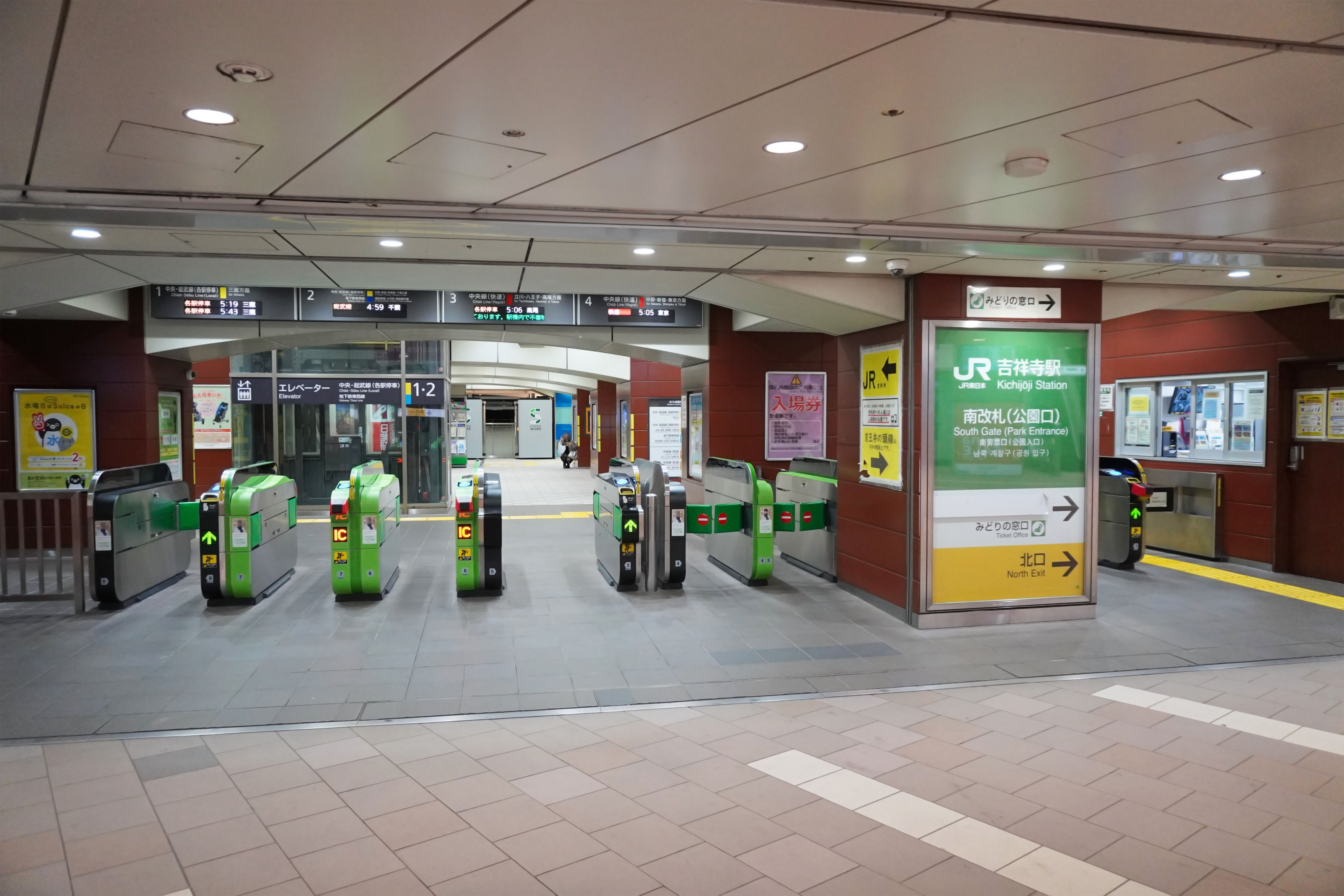
南改札（公園口）（2024年1月）
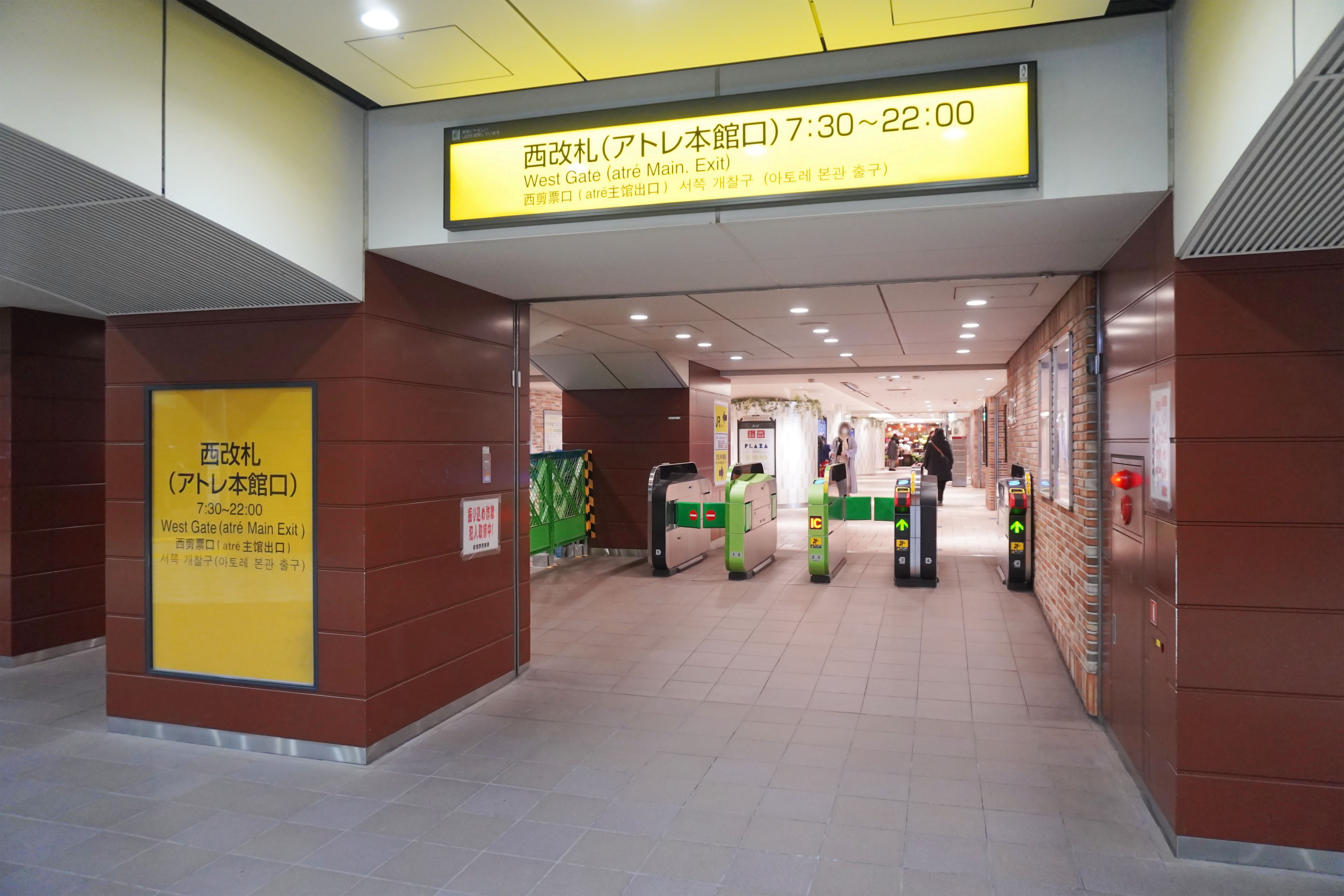
西改札（アトレ本館口）（2024年1月）
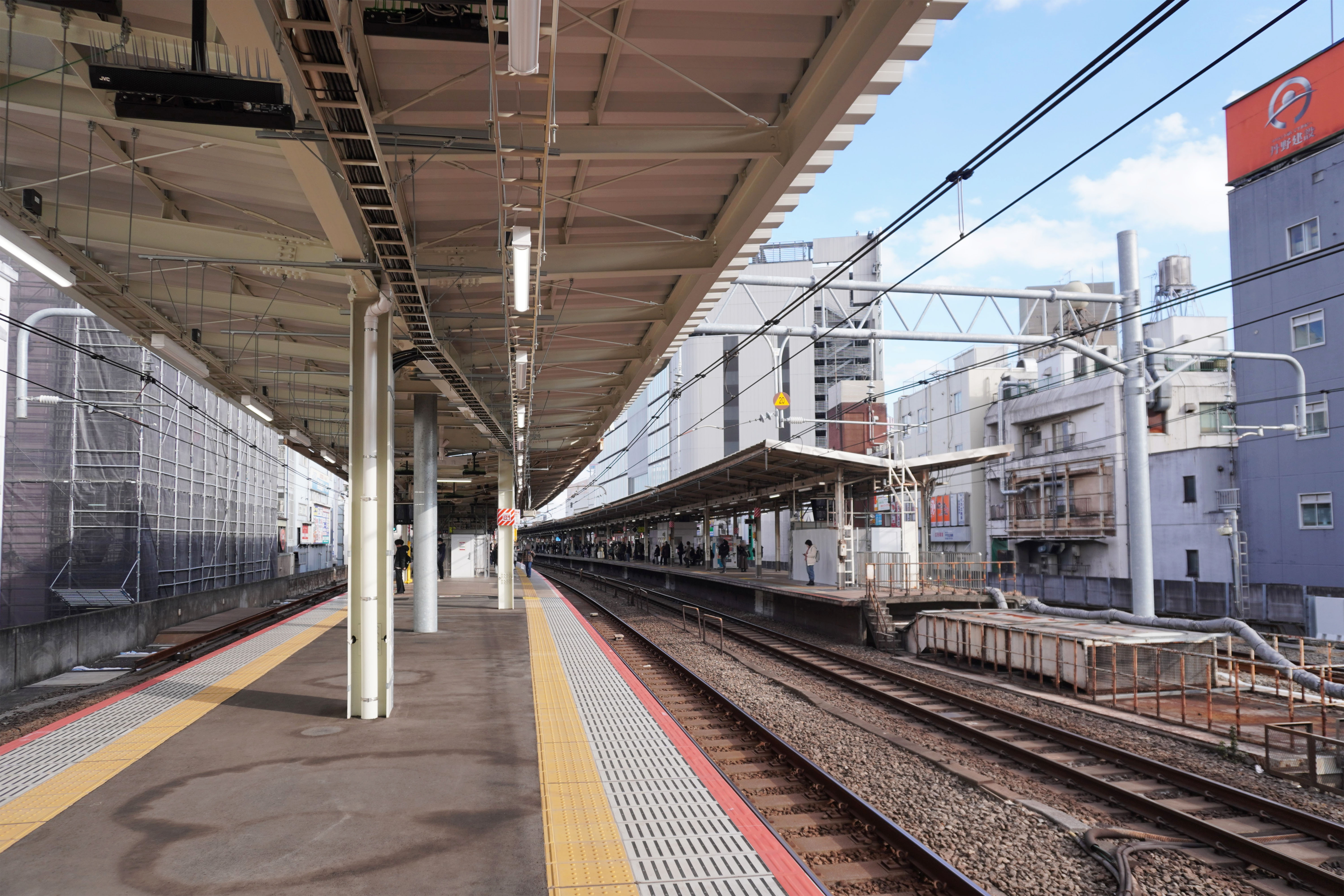
ホーム（2024年1月）

### 京王電鉄
井の頭北管区所属。京王電鉄の駅では最北端にあり、唯一武蔵野市に所在する。頭端式ホーム2面2線を有する高架駅（地上3階）。
改札は1な所で、その脇にキラリナ京王吉祥寺への入口がある。正面にはエスカレーターがあり、降りるとJR公園口（南口）改札がある。

#### のりば
| 番線 | 路線     | 行先                                     |
| ---- | -------- | ---------------------------------------- |
| 1・2 | 井の頭線 | 久我山・永福町・明大前・下北沢・渋谷方面 |

- 片面ホームが2面で、双方のホーム間は改札口近くまで戻らないと行き来出来ない。
- 2008年8月から2010年度末にかけて行われた当駅の高架橋改築工事では、早朝・深夜帯を片側のホームのみ使用した。また、それと合わせて8月に実施していた夏季特別ダイヤの際も終日片側のホームのみ使用していた[報道 13]。
- ホーム乗車位置には、渋谷駅と同様に緑色とオレンジ色のランプが設置され、それぞれ識別することにより乗車する電車がわかるようになっていたが、改良工事に伴って撤去されている。

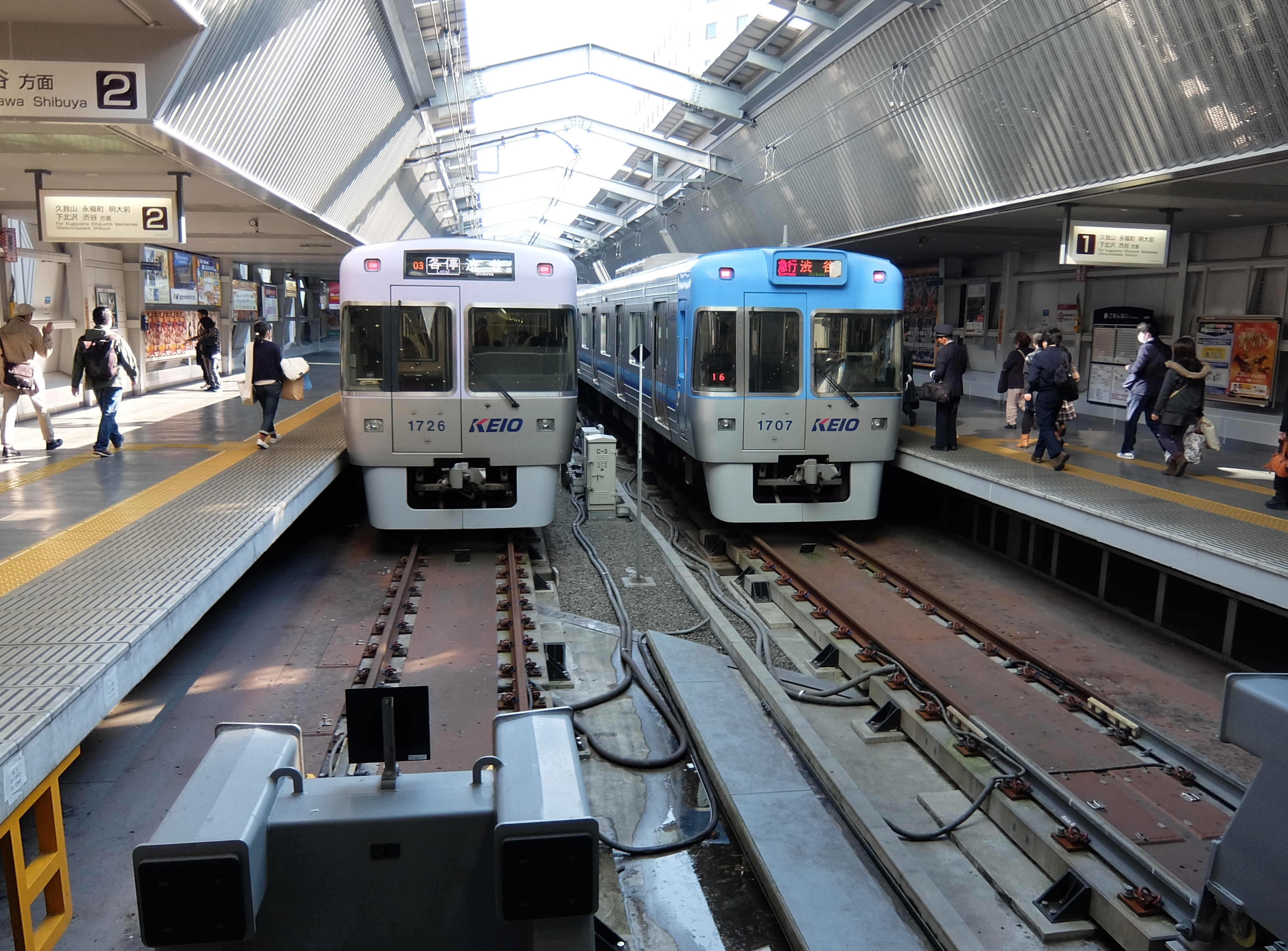
ホーム（2014年11月）
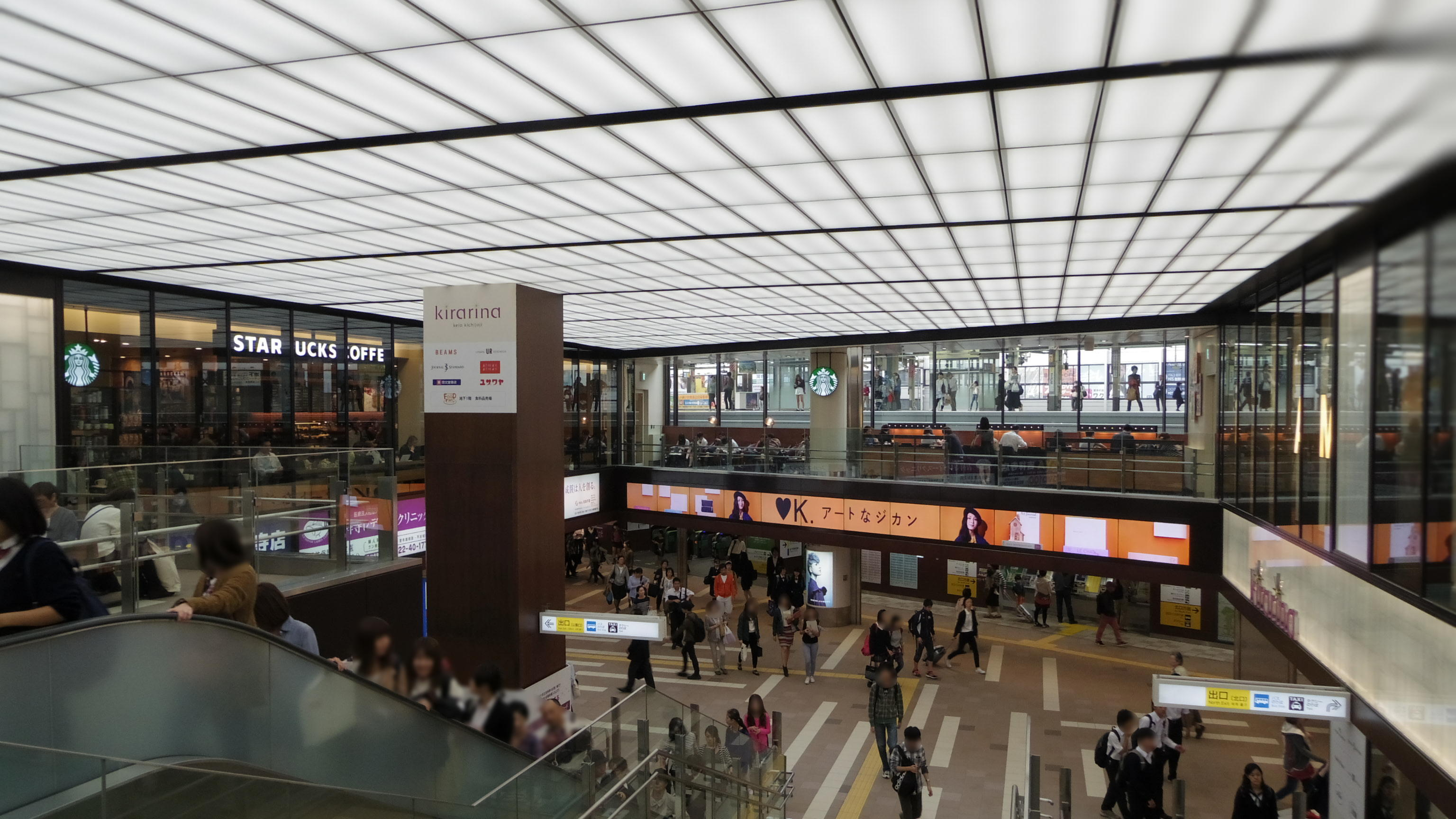
コンコース（2015年10月）

## 利用状況
当駅は北口・南口ともに多くのバス路線が発着しており、当駅の所在地である武蔵野市民の他、三鷹市・練馬区・杉並区・西東京市の住民および埼玉県新座市などからの利用も可能。吉祥寺は多摩地区でも屈指の繁華街のため、隣接する市区以外からも多くの人が集まる。
- JR東日本 - 2023年度（令和5年度）の1日平均乗車人員は118,865人である[利用客数 1]。
JR東日本全体では有楽町駅に次いで第21位、八王子支社管内では立川駅に次いで2番目であり、中央特快・青梅特快停車駅の三鷹駅や国分寺駅よりも多い。1990年代（平成2年代）までは、中央線の多摩地域の駅として最多であったが、2000年代（平成12年代）に入ると、多摩都市モノレールの開業や立川飛行場（立川基地）跡地の再開発などにより利用者が躍進的に増加した立川駅にその座を譲った。
- 京王電鉄 - 2024年度（令和6年度）の1日平均乗降人員は127,213人である[京王 1]。
京王電鉄の駅の中では新宿駅、渋谷駅に次いで3番目に多い。

### 年度別1日平均乗降人員
各年度の1日平均乗降人員の推移は以下の通り。
| 年度               | 京王帝都電鉄 / 京王電鉄 | 京王帝都電鉄 / 京王電鉄 |
| 年度               | 1日平均 乗降人員        | 増加率                  |
| ------------------ | ----------------------- | ----------------------- |
| 1948年（昭和23年） | 18,900                  |                         |
| 1955年（昭和30年） | 35,321                  |                         |
| 1960年（昭和35年） | 57,563                  |                         |
| 1965年（昭和40年） | 82,616                  |                         |
| 1970年（昭和45年） | 94,234                  |                         |
| 1975年（昭和50年） | 124,756                 |                         |
| 1980年（昭和55年） | 144,147                 |                         |
| 1985年（昭和60年） | 148,977                 |                         |
| 1990年（平成02年） | 154,661                 |                         |
| 1991年（平成03年） | 159,782                 | 3.3%                    |
| 1995年（平成07年） | 148,640                 |                         |
| 2000年（平成12年） | 141,415                 |                         |
| 2001年（平成13年） | 143,089                 | 1.2%                    |
| 2002年（平成14年） | 143,166                 | 0.1%                    |
| 2003年（平成15年） | 143,162                 | 0.0%                    |
| 2004年（平成16年） | 142,522                 | −0.4%                   |
| 2005年（平成17年） | 143,122                 | 0.4%                    |
| 2006年（平成18年） | 144,344                 | 0.9%                    |
| 2007年（平成19年） | 147,424                 | 2.1%                    |
| 2008年（平成20年） | 147,020                 | −0.3%                   |
| 2009年（平成21年） | 145,197                 | −1.2%                   |
| 2010年（平成22年） | 142,083                 | −2.1%                   |
| 2011年（平成23年） | 140,929                 | −0.8%                   |
| 2012年（平成24年） | 141,475                 | 0.4%                    |
| 2013年（平成25年） | 139,679                 | −1.3%                   |
| 2014年（平成26年） | 140,880                 | 0.9%                    |
| 2015年（平成27年） | 144,238                 | 2.4%                    |
| 2016年（平成28年） | 145,460                 | 0.8%                    |
| 2017年（平成29年） | 147,437                 | 1.4%                    |
| 2018年（平成30年） | 148,187                 | 0.5%                    |
| 2019年（令和元年） | 146,901                 | −0.9%                   |
| 2020年（令和02年） | 98,614                  | −32.9%                  |
| 2021年（令和03年） | 111,397                 | 13.0%                   |
| 2022年（令和04年） | 122,831                 |                         |
| 2023年（令和05年） | 126,063                 |                         |
| 2024年（令和06年） | 127,213                 |                         |

### 年度別1日平均乗車人員（1890年代 - 1930年代）
各年度の1日平均乗車人員の推移は以下の通り。
| 年度               | 甲武鉄道 / 国鉄 | 帝都電鉄 | 出典              |
| ------------------ | --------------- | -------- | ----------------- |
| 1899年（明治32年） | 3               | 未開業   | [ 東京府統計 1 ]  |
| 1900年（明治33年） | 72              | 未開業   | [ 東京府統計 2 ]  |
| 1901年（明治34年） | 80              | 未開業   | [ 東京府統計 3 ]  |
| 1902年（明治35年） | 76              | 未開業   | [ 東京府統計 4 ]  |
| 1903年（明治36年） | 79              | 未開業   | [ 東京府統計 5 ]  |
| 1904年（明治37年） | 84              | 未開業   | [ 東京府統計 6 ]  |
| 1905年（明治38年） | 86              | 未開業   | [ 東京府統計 7 ]  |
| 1907年（明治40年） | 88              | 未開業   | [ 東京府統計 8 ]  |
| 1908年（明治41年） | 94              | 未開業   | [ 東京府統計 9 ]  |
| 1909年（明治42年） | 102             | 未開業   | [ 東京府統計 10 ] |
| 1911年（明治44年） | 132             | 未開業   | [ 東京府統計 11 ] |
| 1912年（大正元年） | 151             | 未開業   | [ 東京府統計 12 ] |
| 1913年（大正02年） | 165             | 未開業   | [ 東京府統計 13 ] |
| 1914年（大正03年） | 178             | 未開業   | [ 東京府統計 14 ] |
| 1915年（大正04年） | 151             | 未開業   | [ 東京府統計 15 ] |
| 1916年（大正05年） | 168             | 未開業   | [ 東京府統計 16 ] |
| 1919年（大正08年） | 598             | 未開業   | [ 東京府統計 17 ] |
| 1920年（大正09年） | 708             | 未開業   | [ 東京府統計 18 ] |
| 1922年（大正11年） | 1,498           | 未開業   | [ 東京府統計 19 ] |
| 1923年（大正12年） | 1,701           | 未開業   | [ 東京府統計 20 ] |
| 1924年（大正13年） | 3,084           | 未開業   | [ 東京府統計 21 ] |
| 1925年（大正14年） | 3,348           | 未開業   | [ 東京府統計 22 ] |
| 1926年（昭和元年） | 3,836           | 未開業   | [ 東京府統計 23 ] |
| 1927年（昭和02年） | 4,324           | 未開業   | [ 東京府統計 24 ] |
| 1928年（昭和03年） | 4,597           | 未開業   | [ 東京府統計 25 ] |
| 1929年（昭和04年） | 5,341           | 未開業   | [ 東京府統計 26 ] |
| 1930年（昭和05年） | 5,425           | 未開業   | [ 東京府統計 27 ] |
| 1931年（昭和06年） | 5,516           | 未開業   | [ 東京府統計 28 ] |
| 1932年（昭和07年） | 5,828           | 未開業   | [ 東京府統計 29 ] |
| 1933年（昭和08年） | 6,301           | 未開業   | [ 東京府統計 30 ] |
| 1934年（昭和09年） | 6,817           | 577      | [ 東京府統計 31 ] |
| 1935年（昭和10年） | 7,352           | 592      | [ 東京府統計 32 ] |

### 年度別1日平均乗車人員（1953 - 2000年）
| 年度               | 国鉄 / JR東日本 | 京王帝都電鉄 / 京王電鉄 | 出典              |
| ------------------ | --------------- | ----------------------- | ----------------- |
| 1953年（昭和28年） | 35,140          |                         | [ 東京都統計 1 ]  |
| 1954年（昭和29年） | 45,012          |                         | [ 東京都統計 2 ]  |
| 1955年（昭和30年） | 40,217          |                         | [ 東京都統計 3 ]  |
| 1956年（昭和31年） | 51,627          | 19,823                  | [ 東京都統計 4 ]  |
| 1957年（昭和32年） | 55,338          | 21,985                  | [ 東京都統計 5 ]  |
| 1958年（昭和33年） | 59,195          | 13,769                  | [ 東京都統計 6 ]  |
| 1959年（昭和34年） | 68,174          | 26,388                  | [ 東京都統計 7 ]  |
| 1960年（昭和35年） | 64,011          | 28,882                  | [ 東京都統計 8 ]  |
| 1961年（昭和36年） | 75,716          | 32,485                  | [ 東京都統計 9 ]  |
| 1962年（昭和37年） | 80,329          | 35,941                  | [ 東京都統計 10 ] |
| 1963年（昭和38年） | 84,287          | 37,532                  | [ 東京都統計 11 ] |
| 1964年（昭和39年） | 87,805          | 39,693                  | [ 東京都統計 12 ] |
| 1965年（昭和40年） | 87,524          | 41,009                  | [ 東京都統計 13 ] |
| 1966年（昭和41年） | 88,917          | 41,222                  | [ 東京都統計 14 ] |
| 1967年（昭和42年） | 90,721          | 42,720                  | [ 東京都統計 15 ] |
| 1968年（昭和43年） | 90,360          | 43,534                  | [ 東京都統計 16 ] |
| 1969年（昭和44年） | 87,736          | 46,496                  | [ 東京都統計 17 ] |
| 1970年（昭和45年） | 86,293          | 47,290                  | [ 東京都統計 18 ] |
| 1971年（昭和46年） | 85,068          | 47,675                  | [ 東京都統計 19 ] |
| 1972年（昭和47年） | 87,846          | 54,159                  | [ 東京都統計 20 ] |
| 1973年（昭和48年） | 91,066          | 57,726                  | [ 東京都統計 21 ] |
| 1974年（昭和49年） | 99,110          | 61,597                  | [ 東京都統計 22 ] |
| 1975年（昭和50年） | 100,082         | 63,948                  | [ 東京都統計 23 ] |
| 1976年（昭和51年） | 103,019         | 64,466                  | [ 東京都統計 24 ] |
| 1977年（昭和52年） | 102,230         | 67,162                  | [ 東京都統計 25 ] |
| 1978年（昭和53年） | 102,718         | 69,737                  | [ 東京都統計 26 ] |
| 1979年（昭和54年） | 102,574         | 72,153                  | [ 東京都統計 27 ] |
| 1980年（昭和55年） | 99,362          | 72,685                  | [ 東京都統計 28 ] |
| 1981年（昭和56年） | 101,041         | 73,707                  | [ 東京都統計 29 ] |
| 1982年（昭和57年） | 100,507         | 73,833                  | [ 東京都統計 30 ] |
| 1983年（昭和58年） | 105,735         | 76,836                  | [ 東京都統計 31 ] |
| 1984年（昭和59年） | 107,468         | 76,107                  | [ 東京都統計 32 ] |
| 1985年（昭和60年） | 103,255         | 75,337                  | [ 東京都統計 33 ] |
| 1986年（昭和61年） | 106,551         | 76,099                  | [ 東京都統計 34 ] |
| 1987年（昭和62年） | 106,396         | 75,967                  | [ 東京都統計 35 ] |
| 1988年（昭和63年） | 126,792         | 77,000                  | [ 東京都統計 36 ] |
| 1989年（平成元年） | 130,731         | 76,693                  | [ 東京都統計 37 ] |
| 1990年（平成02年） | 135,808         | 77,786                  | [ 東京都統計 38 ] |
| 1991年（平成03年） | 139,917         | 80,473                  | [ 東京都統計 39 ] |
| 1992年（平成04年） | 140,874         | 78,740                  | [ 東京都統計 40 ] |
| 1993年（平成05年） | 140,622         | 77,189                  | [ 東京都統計 41 ] |
| 1994年（平成06年） | 138,455         | 75,975                  | [ 東京都統計 42 ] |
| 1995年（平成07年） | 137,109         | 74,497                  | [ 東京都統計 43 ] |
| 1996年（平成08年） | 138,666         | 72,137                  | [ 東京都統計 44 ] |
| 1997年（平成09年） | 136,039         | 69,951                  | [ 東京都統計 45 ] |
| 1998年（平成10年） | 134,556         | 70,677                  | [ 東京都統計 46 ] |
| 1999年（平成11年） | 135,017         | 70,590                  | [ 東京都統計 47 ] |
| 2000年（平成12年） | 136,927         | 70,984                  | [ 東京都統計 48 ] |

### 年度別1日平均乗車人員（2001年以降）
| 年度               | JR東日本 | 京王電鉄 | 出典              |
| ------------------ | -------- | -------- | ----------------- |
| 2001年（平成13年） | 139,168  | 71,836   | [ 東京都統計 49 ] |
| 2002年（平成14年） | 139,356  | 71,778   | [ 東京都統計 50 ] |
| 2003年（平成15年） | 139,209  | 71,582   | [ 東京都統計 51 ] |
| 2004年（平成16年） | 138,644  | 71,288   | [ 東京都統計 52 ] |
| 2005年（平成17年） | 139,245  | 71,452   | [ 東京都統計 53 ] |
| 2006年（平成18年） | 140,155  | 71,890   | [ 東京都統計 54 ] |
| 2007年（平成19年） | 143,932  | 72,702   | [ 東京都統計 55 ] |
| 2008年（平成20年） | 143,178  | 72,395   | [ 東京都統計 56 ] |
| 2009年（平成21年） | 141,314  | 71,468   | [ 東京都統計 57 ] |
| 2010年（平成22年） | 138,420  | 69,882   | [ 東京都統計 58 ] |
| 2011年（平成23年） | 137,555  | 69,172   | [ 東京都統計 59 ] |
| 2012年（平成24年） | 138,483  | 69,474   | [ 東京都統計 60 ] |
| 2013年（平成25年） | 139,282  | 68,455   | [ 東京都統計 61 ] |
| 2014年（平成26年） | 139,580  | 69,106   | [ 東京都統計 62 ] |
| 2015年（平成27年） | 141,306  | 70,661   | [ 東京都統計 63 ] |
| 2016年（平成28年） | 141,640  | 71,381   | [ 東京都統計 64 ] |
| 2017年（平成29年） | 143,313  | 72,414   | [ 東京都統計 65 ] |
| 2018年（平成30年） | 143,685  | 72,844   | [ 東京都統計 66 ] |
| 2019年（令和元年） | 141,849  | 72,087   | [ 東京都統計 67 ] |
| 2020年（令和02年） | 99,319   | 48,592   | [ 東京都統計 68 ] |
| 2021年（令和03年） | 107,875  |          |                   |
| 2022年（令和04年） | 118,865  |          |                   |
| 2023年（令和05年） | 125,127  |          |                   |

備考
1. ↑  1899年12月30日開業。開業日から1900年3月31日までの計92日間を集計したデータ。
2. ↑  1934年4月1日開業。

## 駅周辺

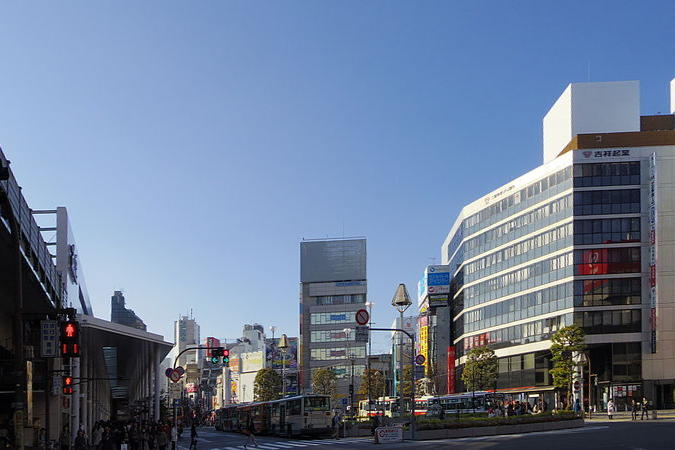
駅前北口広場

駅周辺は武蔵野市の中心市街地であるだけで無く、周辺の市や区からも人を引付ける多摩地域有数の商業地域であり、立川、町田、八王子とともに多摩地域の４大繁華街の一角を占める。大型商業施設の他、オープンカフェ、飲食店、ブランドショップ、古着屋などが所狭しと立ち並んでいる。駅から練馬区・杉並区・三鷹市の境界まで徒歩圏内であり、23区西部からも集客力のある繁華街である。
中央口（北口）は広く、メイン出口である。みどりの窓口があり、待ち合わせ場所として人が多い。JRの公園口（南口）を出ると京王井の頭線の乗り場と直結しており、徒歩圏内に井の頭公園が位置している。

### 中央口（北口）
駅前は広いロータリーになっており、武蔵関、大泉、石神井、柳沢、西荻窪、中野方面（下記参照）の路線バスが発着している。
アーケード商店街としてサンロードとダイヤ街が駅前から伸びており、この2つが北口のメインストリートとなる。駅前から北西に伸びるダイヤ街 (East→West zone) を抜けた先に東急百貨店吉祥寺店がある。そのさらに北西側は急速に商業地化が進んだ一帯で、通称「東急裏」と呼ばれており、オープンカフェやブランドショップが密集している。
駅の北東にはヨドバシ吉祥寺があり、その東側の一帯は風俗店等が立ち並ぶ歓楽街となっている。現在のヨドバシ吉祥寺の建物はかつて近鉄百貨店東京店だったため、周辺一帯は通称「近鉄裏」と呼ばれていた。2000年代以降では東急裏を始めとする他地区のテナント料高騰を嫌ったエスニックショップなどが進出している。
中央口・北口にある主な施設・店舗
- アトレ吉祥寺（駅ビル）
- 吉祥寺駅前北口広場
  - 「ゾウのはな子」像
- 三菱UFJ銀行吉祥寺支店
- 献血ルーム吉祥寺タキオン
- 吉祥寺サンロード商店街 - 全蓋式アーケード商店街。駅方向から入るとすぐに吉祥寺まち案内所があり、商店街のイメージチェンジに成功し、活性化させた。主な店舗については同項目を参照。
- ハーモニカ横丁 - 戦後の闇市から発展した昔ながらの商店街。吉祥寺で唯一戦後の面影を残す一帯。
- 吉祥寺ダイヤ街 (East zone, South zone, West zone) - 全蓋式アーケード商店街。主な店舗については同項目を参照。
- 吉祥寺平和通り商店街
- ペニーレーン
- レンガ通り
- 本町新道
- 月窓寺
- 光専寺
- 蓮乗寺
- 安養寺
- 武蔵野市商工会館
  - エフエムむさしの 本社・スタジオ
  - 武蔵野市消費生活センター
  - 武蔵野市役所 吉祥寺市政センター
- 吉祥寺パルコ
- ユニクロ 吉祥寺店
- 三井住友銀行吉祥寺支店
- 東急百貨店 吉祥寺店
- 吉祥寺ロフト
- F&Fビル（武蔵野市開発公社が管理・運営）
  - コピス吉祥寺 - ショッピングセンター。主な店舗については「F&Fビル」を参照。
  - 武蔵野市立吉祥寺美術館（A館7階）
- 西友 吉祥寺店
- 吉祥寺パーキングプラザ - 駐車場。主な店舗・施設については同項目を参照。
- ヨドバシカメラ マルチメディア吉祥寺
- ブックオフ 吉祥寺駅北口店
- くら寿司 吉祥寺駅前店
- スターバックスコーヒー 吉祥寺駅前店
- 吉祥寺エクセルホテル東急
- マルエツプチ 吉祥寺店
- 紳士服のはるやま 吉祥寺店
- メガロス吉祥寺（スポーツクラブ）
- 元町通り
- 武蔵通り
- 中道通り
- 大正通り
- 五日市街道
- 武蔵野八幡宮
- 学校法人成蹊学園
  - 成蹊大学
  - 成蹊小学校
  - 成蹊中学校・高等学校
- 武蔵野市立本宿小学校
- 武蔵野市立第三中学校
- 駅前コミュニティセンター
- 藤村女子中学校・高等学校
  - 藤村水泳教室
- 吉祥寺二葉栄養調理専門職学校
- 武蔵野市立吉祥寺図書館
- 吉祥寺駅前郵便局
- 吉祥寺本町二郵便局
- 松井外科病院
- 吉祥寺あさひ病院
- 吉祥寺シアター
- 吉祥寺大通り（市道第191号線）
- 吉祥寺通り（東京都道116号関町吉祥寺線）
- 関東バス 吉祥寺駅北口案内所
- 小田急バス 吉祥寺駅北口案内所

### 公園口（南口）
南口も商業地区だが、その範囲は北口側に比べて狭い。京王井の頭線の駅ビルであるキラリナ京王吉祥寺と直結している。南口のパークロード商店街はバスの通り道になっているにもかかわらず幅員が狭く、かつ人通りが昼夜を問わず多い。そのため、人や自転車すれすれの所をバスが徐行し、安全面で問題となっている。
駅から徒歩5分の場所に、行楽地である井の頭恩賜公園がある。特に花見の時期には多くの人が訪れる。駅から公園までの道（七井橋通り）沿いには焼き鳥店「いせや」を始め、飲食店やカフェ、古着屋も多い。東進ハイスクールや東進衛生予備校を展開するナガセの本社も位置しており、東進ハイスクールの本部もある。
公園口・南口にある主な施設・店舗
- 都立井の頭恩賜公園
  - 井の頭池
  - 井の頭自然文化園
- キラリナ京王吉祥寺（駅ビル）
- 丸井 吉祥寺店
- ドン・キホーテ 吉祥寺駅前店
- 武蔵野公会堂
- 山梨中央銀行吉祥寺支店
- 吉祥寺 東急REIホテル
- ヤマダデンキLABI吉祥寺[16]
- ライフ吉祥寺駅前店（2024年7月27日開店、2代目）[17]
- ドリームキューブワン吉祥寺（パーソナルジム）[18]
- 天下一品吉祥寺駅店
- 吉祥寺オデヲン（映画館）
- 七井橋通り（七井橋は井の頭池に架かる橋）
- 末広通り
- 井ノ頭通り
- 武蔵野市立第三小学校
- 御殿山コミュニティセンター
- 三鷹労働基準監督署
- 南町コミュニティセンター
- 武蔵野御殿山郵便局
- 公園通り（東京都道114号武蔵野狛江線）
- カトリック吉祥寺教会
- 小田急バス吉祥寺営業所
- 三鷹の森ジブリ美術館
- 杏林大学井の頭キャンパス

## バス路線
のりばは、北口・中央口と公園口の2つに大別される。

### 北口
駅近くの吉祥寺駅（当駅北口のロータリー）に関東バスと西武バスの路線が乗り入れる。主に北側に向かう路線と東側に向かう路線が発着する。
関東バスは五日市街道営業所・武蔵野営業所・青梅街道営業所、西武バスは上石神井営業所と滝山営業所（吉64のみ）がそれぞれ担当する。各路線の詳細は営業所記事を参照。
| のりば | 運行事業者 | 系統・行先 | 備考 |
| ------ | ---------- | --- | --- |
| 0      | ムーバス   | - 東循環・北西循環：吉祥寺駅北口 - 三鷹・吉祥寺循環：三鷹駅北口                                                           | |
| 1      | 関東バス   | - 吉54：武蔵野市役所 - 吉55：柳沢駅 - 吉73：向台町五丁目 - 吉74：関前西公園 - 吉75：ヴィーガーデン西東京                  | |
| 2      | 関東バス   | - 吉50直行：成蹊学園 - 吉51：武蔵野営業所 - 吉53：柳沢駅 - 湾01：有明ガーデン - 高速バス：横浜・八景島シーパラダイス      | - 「吉50直行」は学休ダイヤ時と休日は全便運休 - 「湾01」「横浜・八景島シーパラダイス行き」は土休日のみ運行 |
| 3      | 関東バス   | - 西10：西荻窪駅 - 吉80：青梅街道営業所 - 吉81：上石神井駅 - 高速バス：東京ディズニーリゾート - 空港連絡バス：降車専用    | |
| 4      | 西武バス   | - 吉61：都民農園セコニック - 吉61-1：新座栄 - 吉62：西武車庫 - 吉62-1・深夜：大泉学園駅南口 - 吉62-2：武蔵関駅入口        | 「吉62-2」は土曜のみ運行                                                                                  |
| 5      | 西武バス   | 吉63：保谷駅南口 | |
| 6      | 関東バス   | - 中36：中野駅 - 高速バス：草津温泉                                                                                       | |
| 7      | 西武バス   | - 吉60：成増町 - 吉60-1：西武車庫前 - 吉60-2：谷原三丁目 - 吉60-3：石神井公園駅北口 - 吉60-4：上石神井駅 - 吉60-5：立野橋 | - 「吉60-2」は夜のみ運行 - 「吉60-4」は平日のみ運行 - 「吉60-5」は平日朝のみ運行、年末年始期間は運休      |
| 8      | 西武バス   | - 吉64：花小金井駅 - 吉66：保谷駅南口                                                                                     | |

### 中央口
以下のバスの発着以外にも路線バスの降車専用停留所にもなっている。停車するのは小田急バスの公園口から発車する便で、吉03は終日、宿44の一部の便、また、それ以外の便でも夕方以降は全て中央口に到着する。なお、小田急バスの中央口に到着するバスの行先は「吉祥寺駅中央口」に設定されている。
| のりば | 運行事業者                                            | 系統・行先             |
| ------ | ----------------------------------------------------- | ---------------------- |
| 10     | - 小田急バス - 関東バス - 京成バス - 東京空港交通     | 空港連絡バス：成田空港 |
| 10     | - 小田急バス - 関東バス - 京浜急行バス - 東京空港交通 | 空港連絡バス：羽田空港 |
| 10     | 臨時直通：味の素スタジアム                            |                        |

### 公園口
駅近くの吉祥寺駅（当駅南口の井の頭通り沿い）に小田急バスの路線が、同停留所近くの吉祥寺駅南口に関東バス（ムーバス）が乗り入れる。主に南西側に向かう路線が発着する。
小田急バスは吉祥寺営業所と武蔵境営業所（吉01系統の武蔵境駅南口行と吉07系統の三鷹駅南口行きのみ）、ムーバスは関東バスの武蔵野営業所がそれぞれ担当する。各路線の詳細は営業所記事を参照。
| のりば | 運行事業者 | 系統・行先                                                           | 備考                                     |
| ------ | ---------- | -------------------------------------------------------------------- | ---------------------------------------- |
| 1      | 小田急バス |                                                                      |                                          |
| 2      | 小田急バス | - 吉02：千歳烏山駅北口 - 吉12：北野                                  |                                          |
| 3      | 小田急バス | - 吉01：武蔵境駅南口 - 吉15：吉祥寺駅（新川循環） - 吉07：三鷹駅南口 |                                          |
| 4      | 小田急バス | - 吉06：調布駅北口 - 吉11：明星学園前                                |                                          |
| 5      | 小田急バス | 吉13：牟礼団地・三鷹イースト前 / 杏林大学井の頭キャンパス行          | 杏林大学井の頭キャンパス行は直行便も運行 |
| 6      | 小田急バス | - 吉04：野ヶ谷 / 深大寺 - 吉05：調布駅北口                           | 吉05は2本のみ運行                        |
| 7      | 小田急バス | 吉03：杏林大学病院前 / 新川団地中央 / 仙川                           |                                          |
| 8      | 小田急バス | 吉14：調布駅北口                                                     | 休日は国道20号を経由する                 |
|        | 小田急バス | 吉14:西原                                                            | 平日最終便のみ                           |
| 11     | 小田急バス | 吉祥寺営業所前                                                       | 出入庫系統                               |
| 12     | ムーバス   | 三鷹・吉祥寺循環：三鷹駅北口                                         |                                          |

## 駅改良工事

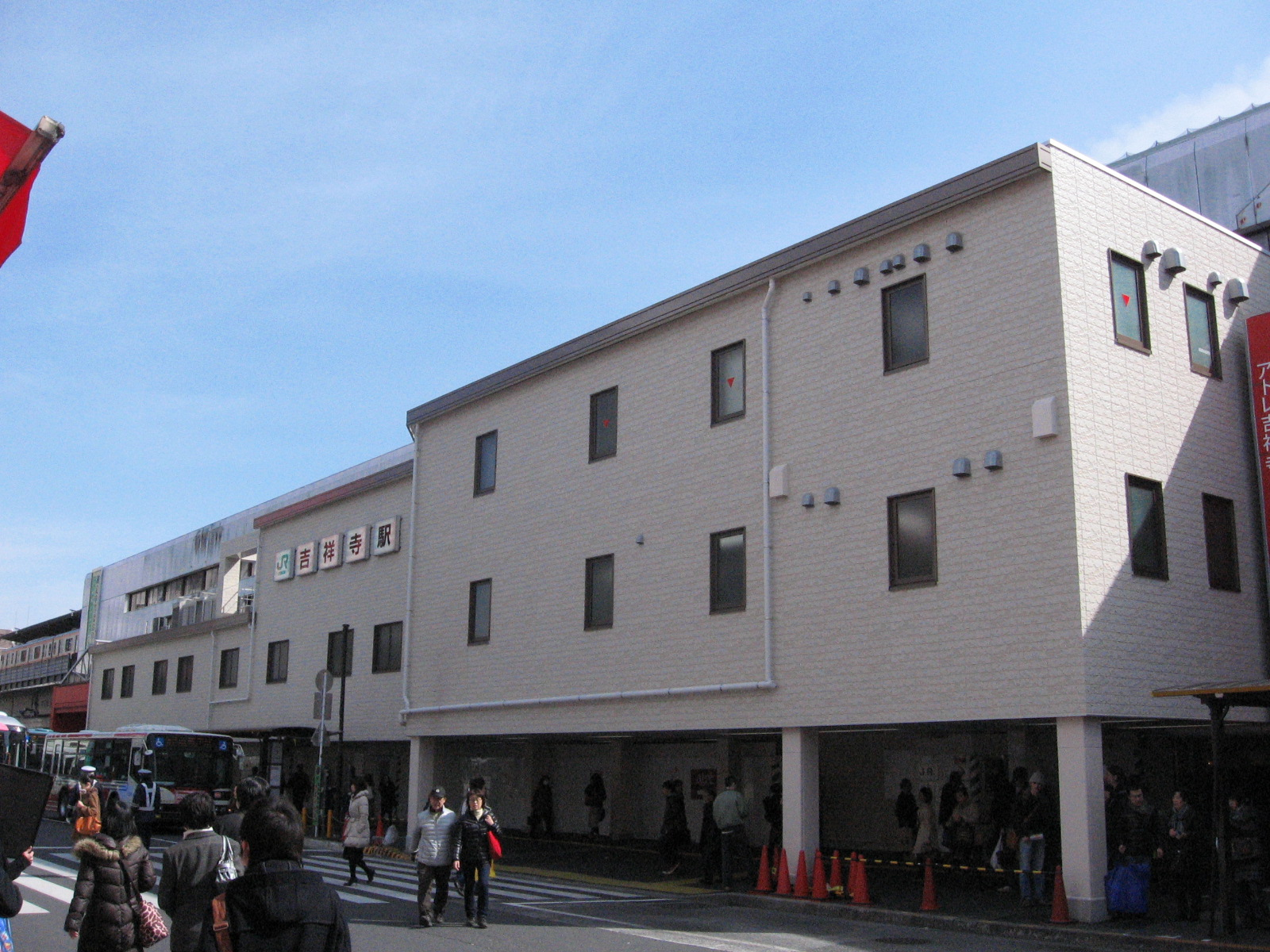
北口仮設駅舎（2011年3月）

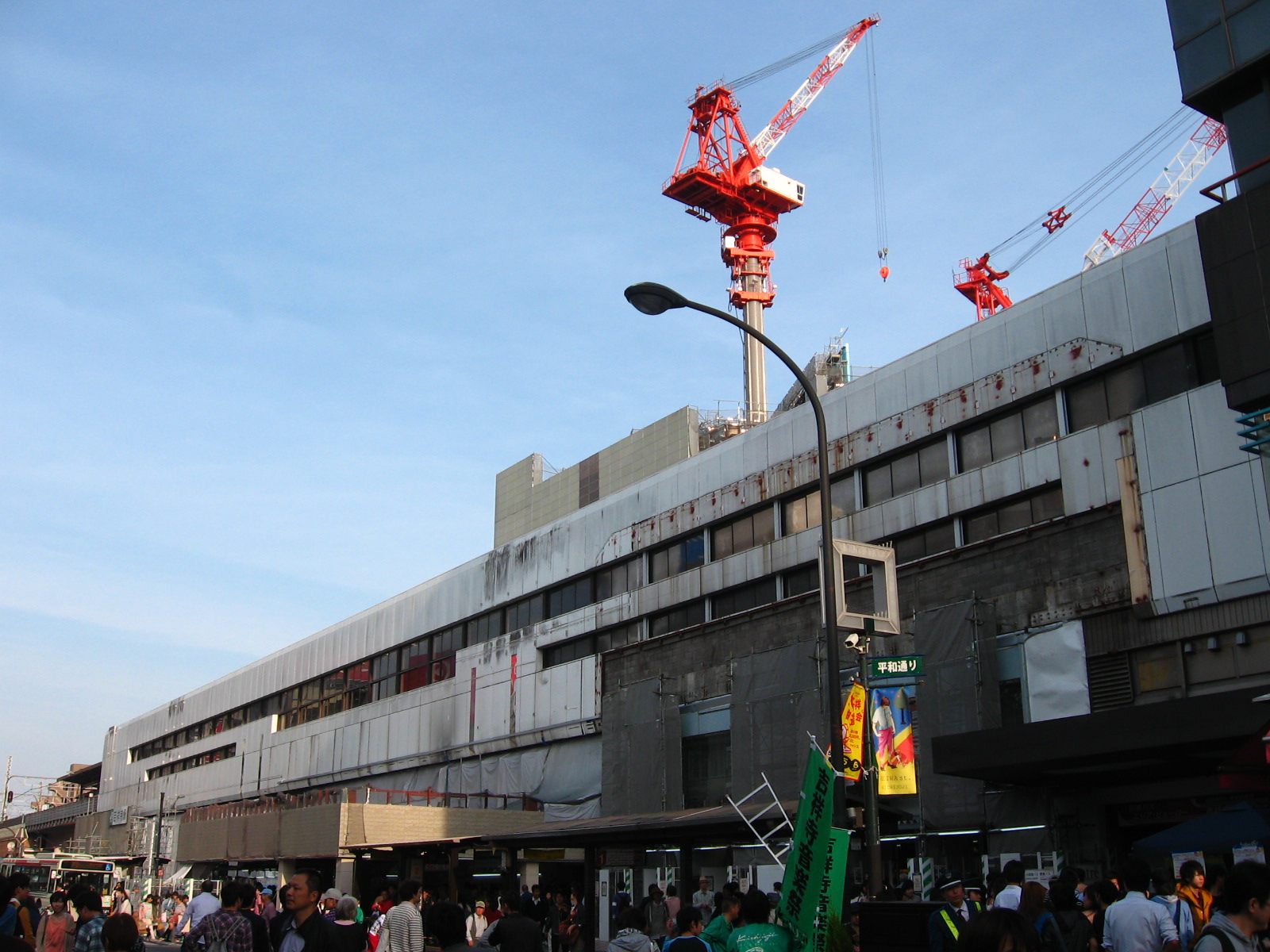
工事中の駅北口（2013年4月）

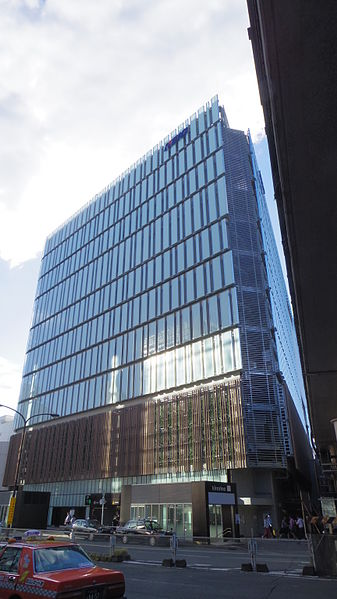
キラリナ京王吉祥寺

### JR東日本
2010年3月より、JR東日本が当駅の高架橋耐震化と利便性改善のため、改修工事に着手、2014年に完成した。
改修内容としては、
- 北口と南口の自由通路を、従来の幅8mから倍の16mに拡幅・直線化し、構内混雑緩和と利便性の向上を図る。
- 改札の内外にエレベーター計3基を新たに設置し、多機能トイレも改札内に設け、バリアフリー化を進める。緩行線側は2011年2月26日から、快速線側は同年2月17日から使用開始。
- 中央口を1階から2階に移設して3つの改札口を全て2階に集約させ、移動しやすいように改良。京王吉祥寺駅ビル・井の頭線コンコースとの通路も新設する。
- びゅうプラザは2階中央改札前に移設。
- 駅ビル「吉祥寺ロンロン」も開業以来初めて本格改修。店舗がリニューアルされ、耐震補強工事も実施される。第1期として本館2階部分が2010年4月に新装開業。第2期として他の部分が同年10月に新装開業。これに伴い名称が『アトレ吉祥寺』に変更された。
- 街の顔となる駅ファサード等を整備する。

中央改札口の工事期間中は北口歩道上に仮設駅舎が設置され、仮改札口から北口方面に出入りしていた。

### 京王電鉄
高架橋となっている井の頭線の駅舎は、コンクリート躯体が井の頭公園・吉祥寺間開通時の1934年、鉄骨橋梁が1977年に構築されたもので、老朽化が進んでいた他、耐震化工事も必要になっていた。そのため、2007年12月 - 2010年にかけて高架橋の改築とホームの改良工事を行った。工事の際には度々2つある井の頭線のホームのうち1つを閉鎖した。そして、2011年10月1日より公園口の南北自由通路の右側にエレベーターが新設され、2階の切符売り場・JR改札口だけで無く、3階の井の頭線の改札前へも運転されることとなった。
また、駅舎に隣接する京王吉祥寺駅ビルも1970年の建築から40年近く経過し老朽化が進んでいたこともあり、2010年4月上旬から建て替え工事を行い、2014年4月に完成した。工事の間、テナントであるユザワヤと啓文堂書店は丸井吉祥寺店内に仮移転していたが、新ビル完成後に各テナントとして再出店した。

## 隣の駅
東日本旅客鉄道（JR東日本）
 中央線（快速）
■特別快速「ホリデー快速おくたま」・■通勤特快・■中央特快・■青梅特快
通過
■通勤快速（平日下りのみ）・■快速（土曜・休日、下り高尾方面は「各駅停車」扱い）
荻窪駅 (JC 09) - 吉祥寺駅 (JC 11) - 三鷹駅 (JC 12)
■快速（平日、下り高尾方面は「各駅停車」扱い）
西荻窪駅 (JC 10) - 吉祥寺駅 (JC 11) - 三鷹駅 (JC 12)
 中央・総武線（各駅停車）・ 東西線直通
西荻窪駅 (JB 03) - 吉祥寺駅 (JB 02) - 三鷹駅 (JB 01)
京王電鉄
 井の頭線
■急行
久我山駅 (IN14) - 吉祥寺駅 (IN17)
■各駅停車
井の頭公園駅 (IN16) - 吉祥寺駅 (IN17)
- 沿線でのイベント等の開催時には、通常の隣の停車駅との間にある以下の駅に停車することがある。
  - 花見シーズンの土・休日には、一部急行が井の頭公園駅に臨時停車する。

#### 報道発表資料
1. ↑  “Suicaご利用可能エリアマップ（2001年11月18日当初）” (PDF).   東日本旅客鉄道. 2019年7月27日時点のオリジナルよりアーカイブ。2020年4月27日閲覧。
2. 1 2  『京王井の頭線吉祥寺駅における防護マクラギへの列車接触について（お詫び）』（PDF）（プレスリリース）京王電鉄、2006年4月21日。オリジナルの2006年10月8日時点におけるアーカイブ。2021年5月3日閲覧。
3. ↑  『PASMOは3月18日（日）サービスを開始します ー鉄道23事業者、バス31事業者が導入し、順次拡大してまいりますー』（PDF）（プレスリリース）PASMO協議会／パスモ、2006年12月21日。オリジナルの2020年5月1日時点におけるアーカイブ。2020年5月8日閲覧。
4. ↑  『2010年4月1日（木）AM10:00 『アトレ吉祥寺』誕生!吉祥寺ロンロンは『アトレ吉祥寺』としてリニューアルオープンします』（PDF）（プレスリリース）atre、2010年1月26日。オリジナルの2017年7月29日時点におけるアーカイブ。2020年3月29日閲覧。
5. ↑  『『アトレ吉祥寺』2010年9月21日（火）AM10:00 グランドオープン!』（PDF）（プレスリリース）atre、2010年9月3日。オリジナルの2020年3月29日時点におけるアーカイブ。2020年3月29日閲覧。
6. ↑  『2014年4月23日（水）井の頭線吉祥寺駅に新駅ビルが登場!!「キラリナ京王吉祥寺」 出店店舗が決定 〜吉祥寺エリア初出店となる店舗が70店登場〜』（PDF）（プレスリリース）京王電鉄、2014年1月21日。オリジナルの2019年5月6日時点におけるアーカイブ。2020年5月1日閲覧。
7. ↑  『井の頭線吉祥寺駅にホームドアを設置します 〜ホームからの転落事故を未然に防止します〜』（PDF）（プレスリリース）京王電鉄、2015年10月29日。オリジナルの2016年3月26日時点におけるアーカイブ。2020年7月28日閲覧。
8. ↑  『「びゅうプラザ吉祥寺駅」及び「びゅうプラザ錦糸町駅」の閉店について』（PDF）（プレスリリース）びゅうトラベルサービス、2020年7月3日。オリジナルの2020年7月23日時点におけるアーカイブ。2020年7月23日閲覧。
9. ↑  『便利な駅の改札口付近に「STATION BOOTH」続々OPEN!』（PDF）（プレスリリース）東日本旅客鉄道八王子支社、2021年10月18日。オリジナルの2021年10月18日時点におけるアーカイブ。2021年10月18日閲覧。
10. ↑  『2020年3月ダイヤ改正について』（PDF）（プレスリリース）東日本旅客鉄道、2019年12月13日、6頁。オリジナルの2019年12月13日時点におけるアーカイブ。2020年7月23日閲覧。
11. ↑  『中央快速線等へのグリーン車サービスの導入について』（PDF）（プレスリリース）東日本旅客鉄道、2015年2月4日。オリジナルの2019年9月24日時点におけるアーカイブ。2020年4月21日閲覧。
12. ↑  『中央線快速・青梅線でグリーン車サービスを開始します ～快適な移動空間の提供を通じ、輸送サービスの質的変革を目指します～』（PDF）（プレスリリース）東日本旅客鉄道、2024年9月10日。オリジナルの2024年9月10日時点におけるアーカイブ。2024年11月11日閲覧。
13. ↑  『8月1日（金）と9月1日（月）に井の頭線でダイヤ改定を実施します ～平日夜間の増発と吉祥寺駅の高架橋改築工事にともなうダイヤ改定～』（プレスリリース）京王電鉄、2008年6月30日。オリジナルの2008年12月19日時点におけるアーカイブ。2021年5月3日閲覧。

#### 新聞記事
1. ↑  「吉祥寺駅にも旅行センター」『交通新聞』交通協力会、1969年12月7日、1面。
2. ↑  “JR東日本、中央線のグリーン車計画を延期”. 産経新聞. (2017年3月24日).  オリジナルの2017年3月24日時点におけるアーカイブ。 2020年11月29日閲覧。

#### 利用状況に関する資料
JR・私鉄の1日平均利用客数
1. ↑  各駅の乗車人員 - JR東日本

JR東日本の1999年度以降の乗車人員
1. ↑  各駅の乗車人員（1999年度） - JR東日本
2. ↑  各駅の乗車人員（2000年度） - JR東日本
3. ↑  各駅の乗車人員（2001年度） - JR東日本
4. ↑  各駅の乗車人員（2002年度） - JR東日本
5. ↑  各駅の乗車人員（2003年度） - JR東日本
6. ↑  各駅の乗車人員（2004年度） - JR東日本
7. ↑  各駅の乗車人員（2005年度） - JR東日本
8. ↑  各駅の乗車人員（2006年度） - JR東日本
9. ↑  各駅の乗車人員（2007年度） - JR東日本
10. ↑  各駅の乗車人員（2008年度） - JR東日本
11. ↑  各駅の乗車人員（2009年度） - JR東日本
12. ↑  各駅の乗車人員（2010年度） - JR東日本
13. ↑  各駅の乗車人員（2011年度） - JR東日本
14. ↑  各駅の乗車人員（2012年度） - JR東日本
15. ↑  各駅の乗車人員（2013年度） - JR東日本
16. ↑  各駅の乗車人員（2014年度） - JR東日本
17. ↑  各駅の乗車人員（2015年度） - JR東日本
18. ↑  各駅の乗車人員（2016年度） - JR東日本
19. ↑  各駅の乗車人員（2017年度） - JR東日本
20. ↑  各駅の乗車人員（2018年度） - JR東日本
21. ↑  各駅の乗車人員（2019年度） - JR東日本
22. ↑  各駅の乗車人員（2020年度） - JR東日本
23. ↑  各駅の乗車人員（2021年度） - JR東日本
24. ↑  各駅の乗車人員（2022年度） - JR東日本
25. ↑  各駅の乗車人員（2023年度） - JR東日本

京王電鉄の1日平均利用客数
1. 1 2 3  京王電鉄株式会社. “駅別 一日平均乗降人員”. 2025年6月25日時点のオリジナルよりアーカイブ。2025年6月25日閲覧。
2. 1 2  京王電鉄株式会社. “駅別乗降人数” (pdf). 2024年6月27日時点のオリジナルよりアーカイブ。2024年6月27日閲覧。

JR・私鉄の統計データ
1. ↑  レポート - 関東交通広告協議会
2. 1 2  統計でみる武蔵野市 - 武蔵野市

東京府統計書
1. ↑  明治32年
2. ↑  明治33年
3. ↑  明治34年
4. ↑  明治35年
5. ↑  明治36年
6. ↑  明治37年
7. ↑  明治38年
8. ↑  明治40年
9. ↑  明治41年
10. ↑  明治42年
11. ↑  明治44年
12. ↑  大正元年
13. ↑  大正2年
14. ↑  大正3年
15. ↑  大正4年
16. ↑  大正5年
17. ↑  大正8年
18. ↑  大正10年
19. ↑  大正11年
20. ↑  大正12年
21. ↑  大正13年
22. ↑  大正14年
23. ↑  昭和元年
24. ↑  昭和2年
25. ↑  昭和3年
26. ↑  昭和4年
27. ↑  昭和5年
28. ↑  昭和6年
29. ↑  昭和7年
30. ↑  昭和8年
31. ↑  昭和9年
32. ↑  昭和10年

東京都統計年鑑
1. ↑  昭和28年 (PDF)  - 11ページ
2. ↑  昭和29年 (PDF)  - 9ページ
3. ↑  昭和30年 (PDF)  - 9ページ
4. ↑  昭和31年 (PDF)
5. ↑  昭和32年 (PDF)
6. ↑  昭和33年 (PDF)
7. ↑  昭和34年
8. ↑  昭和35年
9. ↑  昭和36年
10. ↑  昭和37年
11. ↑  昭和38年
12. ↑  昭和39年
13. ↑  昭和40年
14. ↑  昭和41年
15. ↑  昭和42年
16. ↑  昭和43年
17. ↑  昭和44年
18. ↑  昭和45年
19. ↑  昭和46年
20. ↑  昭和47年
21. ↑  昭和48年
22. ↑  昭和49年
23. ↑  昭和50年
24. ↑  昭和51年
25. ↑  昭和52年
26. ↑  昭和53年
27. ↑  昭和54年
28. ↑  昭和55年
29. ↑  昭和56年
30. ↑  昭和57年
31. ↑  昭和58年
32. ↑  昭和59年
33. ↑  昭和60年
34. ↑  昭和61年
35. ↑  昭和62年
36. ↑  昭和63年
37. ↑  平成元年
38. ↑  平成2年
39. ↑  平成3年
40. ↑  平成4年
41. ↑  平成5年
42. ↑  平成6年
43. ↑  平成7年
44. ↑  平成8年
45. ↑  平成9年
46. ↑  平成10年 (PDF)
47. ↑  平成11年 (PDF)
48. ↑  平成12年
49. ↑  平成13年
50. ↑  平成14年
51. ↑  平成15年
52. ↑  平成16年
53. ↑  平成17年
54. ↑  平成18年
55. ↑  平成19年
56. ↑  平成20年
57. ↑  平成21年
58. ↑  平成22年
59. ↑  平成23年
60. ↑  平成24年
61. ↑  平成25年
62. ↑  平成26年
63. ↑  平成27年
64. ↑  平成28年
65. ↑  平成29年
66. ↑  平成30年
67. ↑  平成31年・令和元年
68. ↑  東京都統計年鑑（令和2年）